# 1198 هـ
1198 هـ هي سنة في التقويم الهجري امتدت مقابلةً في التقويم الميلادي بين سنتي 1783 و1784.

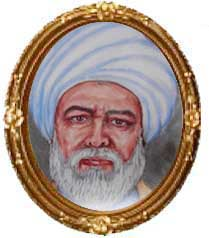
إبراهيم الباجوري

## مواليد
- إبراهيم الباجوري.
- ابن عابدين.
- إلياس بقطر
- عبد النبي الكاظمي
- محمد نور الدين الترمانيتي

## وفيات
- هاتف الأصفهاني
- يحيى الجليلي